# Suihua
Suihua (en chino, 绥化; pinyin, Suíhuà, en ruso: Суйхуа, romanizado: Suikhua) es una ciudad-prefectura en la provincia de Heilongjiang de la República Popular China, situada a unos 100 km al norte de Harbin. Es un centro de transporte ferroviario en el centro de la provincia. En 2007 tenía un PIB de 45,8 mil millones de yuanes, con un crecimiento del 11,5%. Su área es de 35 211 km² y su población total es de 5,4 millones (2010).

## Administración
La ciudad prefectura de Suihua se divide en 10 localidades que se administran en 1 distrito urbano, 3 ciudades suburbanas y 6 condados rurales:
- Distrito Beilin 北林区 Běilín Qū
- Ciudad Anda 安达市 Āndá Shì
- Ciudad Zhaodong 肇东市 Zhàodōng Shì
- Ciudad Hailun 海伦市 Hǎilún Shì
- CondadoWangkui 望奎县 Wàngkuí Xiàn
- CondadoLanxi 兰西县 Lánxī Xiàn
- Condado Qinggang 青冈县 Qīnggāng Xiàn
- CondadoQing'an	庆安县 Qìng'ān Xiàn
- CondadoMingshui 明水县 Míngshuǐ Xiàn
- Condado Suileng绥棱县 Suíléng Xiàn

## Toponima
Esta zona era conocida como  Beituan (北团), ese topónimo es tomado de los bosques NanTuan (南团) y YaoTuan (腰团) ubicados al 'norte' (北 bei) de la región.
El 20 de noviembre de 1885, se estableció la Oficina Suihua (绥化直), lo que dio el inicio del nombre actual.
Según los registros históricos, "Sui" significa paz y consuelo, se utilizaba principalmente para desear buena suerte. "Hua" significa "cambio", en referencia a creación o educación. Suihua [/Suéi·Juá/] por lo tanto significa «(lugar) donde progresa la buena fortuna, la suerte y la paz», lo que se puede decir que tiene un significado profundo.

## Historia
Suihua era conocido como Bei Tuanlinzi durante los primeros días de su historia administrativa en 1885 durante la Dinastía Qing. Antes de esa época, había sido habitada por tribus nómadas de las minorías étnicas durante miles de años.

## Clima
El terreno de la ciudad es alto en el noreste y bajo en el suroeste. De acuerdo con el terreno, hay montañas bajas, colinas y llanos, la ciudad tiene un clima templado con las cuatro estaciones. Siempre es cubierta de nieve en el invierno , mientras que en verano hace poco calor. El tiempo en primavera y otoño es agradable. La temperatura media anual es de -4C y los meses de julio y agosto son de lluvia.
| Parámetros climáticos promedio de Suihua (1971–2000) | Parámetros climáticos promedio de Suihua (1971–2000) | Parámetros climáticos promedio de Suihua (1971–2000) | Parámetros climáticos promedio de Suihua (1971–2000) | Parámetros climáticos promedio de Suihua (1971–2000) | Parámetros climáticos promedio de Suihua (1971–2000) | Parámetros climáticos promedio de Suihua (1971–2000) | Parámetros climáticos promedio de Suihua (1971–2000) | Parámetros climáticos promedio de Suihua (1971–2000) | Parámetros climáticos promedio de Suihua (1971–2000) | Parámetros climáticos promedio de Suihua (1971–2000) | Parámetros climáticos promedio de Suihua (1971–2000) | Parámetros climáticos promedio de Suihua (1971–2000) | Parámetros climáticos promedio de Suihua (1971–2000) |
| Mes                                                  | Ene.                                                 | Feb.                                                 | Mar.                                                 | Abr.                                                 | May.                                                 | Jun.                                                 | Jul.                                                 | Ago.                                                 | Sep.                                                 | Oct.                                                 | Nov.                                                 | Dic.                                                 | Anual                                                |
| ---------------------------------------------------- | ---------------------------------------------------- | ---------------------------------------------------- | ---------------------------------------------------- | ---------------------------------------------------- | ---------------------------------------------------- | ---------------------------------------------------- | ---------------------------------------------------- | ---------------------------------------------------- | ---------------------------------------------------- | ---------------------------------------------------- | ---------------------------------------------------- | ---------------------------------------------------- | ---------------------------------------------------- |
| Temp. máx. media (°C)                                | −14.8                                                | −9.2                                                 | 1.0                                                  | 12.6                                                 | 20.6                                                 | 25.5                                                 | 27.3                                                 | 25.5                                                 | 19.8                                                 | 10.4                                                 | −1.7                                                 | −11.8                                                | 8.8                                                  |
| Temp. mín. media (°C)                                | −26.6                                                | −22.3                                                | −11.5                                                | −0.8                                                 | 6.9                                                  | 14.1                                                 | 17.7                                                 | 15.5                                                 | 7.9                                                  | −1.0                                                 | −12.3                                                | −22.5                                                | −2.91                                                |
| Precipitación total (mm)                             | 3.0                                                  | 3.8                                                  | 8.1                                                  | 19.6                                                 | 41.6                                                 | 94.5                                                 | 163.5                                                | 116.2                                                | 63.3                                                 | 24.1                                                 | 8.0                                                  | 5.3                                                  | 551.0                                                |
| Días de precipitaciones (≥ 0.1 mm)                   | 5.5                                                  | 4.9                                                  | 4.7                                                  | 7.1                                                  | 9.8                                                  | 13.9                                                 | 14.0                                                 | 13.3                                                 | 10.4                                                 | 7.0                                                  | 6.3                                                  | 6.8                                                  | 103.7                                                |
| Fuente: Weather China                                |                                                      |                                                      |                                                      |                                                      |                                                      |                                                      |                                                      |                                                      |                                                      |                                                      |                                                      |                                                      |                                                      |